# Gran Sabana (ecoregio)
De Gran Sabana is een ecoregio die erkend wordt door het WWF, met de code NT0707.
De regio wordt doorkruist door rivieren omzoomd door galerijbossen. De grond is uiterst arm aan nutriënten en vuur speelt een grote rol in het ecosysteem. De ecoregion telt een aantal belangrijke endemische soorten, maar dit is niet te vergelijken met de tepui-ecoregio.
De regio is boomloos of doorspekt met kleine stukjes bos. Onder de vegetatie wordt dikwijls oxisol aangetroffen. De grond heeft vaak blootgestaan aan verwering, waardoor aluminium en silikaat verloren gaat. In de bodem worden soms toxische concentraties aluminiumverbindingen aangetroffen die de begroeiing nog verder bemoeilijkt. Het klimaat is relatief koel met temperaturen van 20-24 °C.

## Flora
Het Venezolaanse deel van de ecoregio, het grootste deel van de drie losse stukken waaruit het bestaat, wordt gekenmerkt door grassen, afgewisseld met struikgewas. Typische planten zijn  Humiria balsamifera, Bonnetia sessilis., Ternstroemia pungens, Axonopus pruinosum, Axonopus kaietukensis, Trachypogon plumosus, Echinolaena inflexa, Bulbostylis paradoxa, Rhynchospora globosa, Miconia stephananthera, Mahurea exstipulata en Mauritia flexuosa.

## Natuurbescherming
Er zijn een aantal beschermde gebieden zoals Nationaal park Canaima, Nationaal park Monte Roraima (Brazilië) en Parque Indígena Tucumaque. Het Surinaamse Sipaliwinisavanne is een kleine uitloper van deze ecoregio. Hoewel het slechts 1% van het oppervlak van Suriname beslaat is het verantwoordelijk voor 20% van de flora van het land. Het Natuurreservaat Sipaliwini beschermt een deel van het gebied.

## Bedreigingen
Degradatie van de restbossen tot grasland heeft plaats en erosie en brand spelen een rol. Er wordt zowel diamant als goud gevonden in de regio en dit kan plaatselijk tot ernstige aantasting van de natuur leiden.

## Galerij

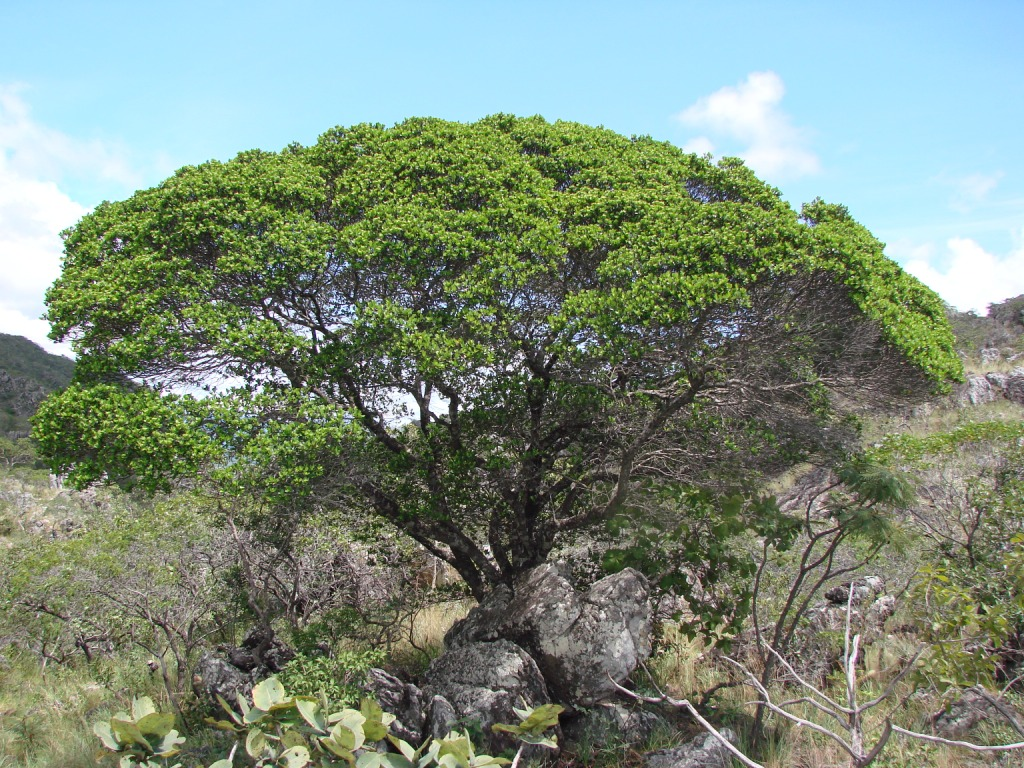
Humiria balsamifera
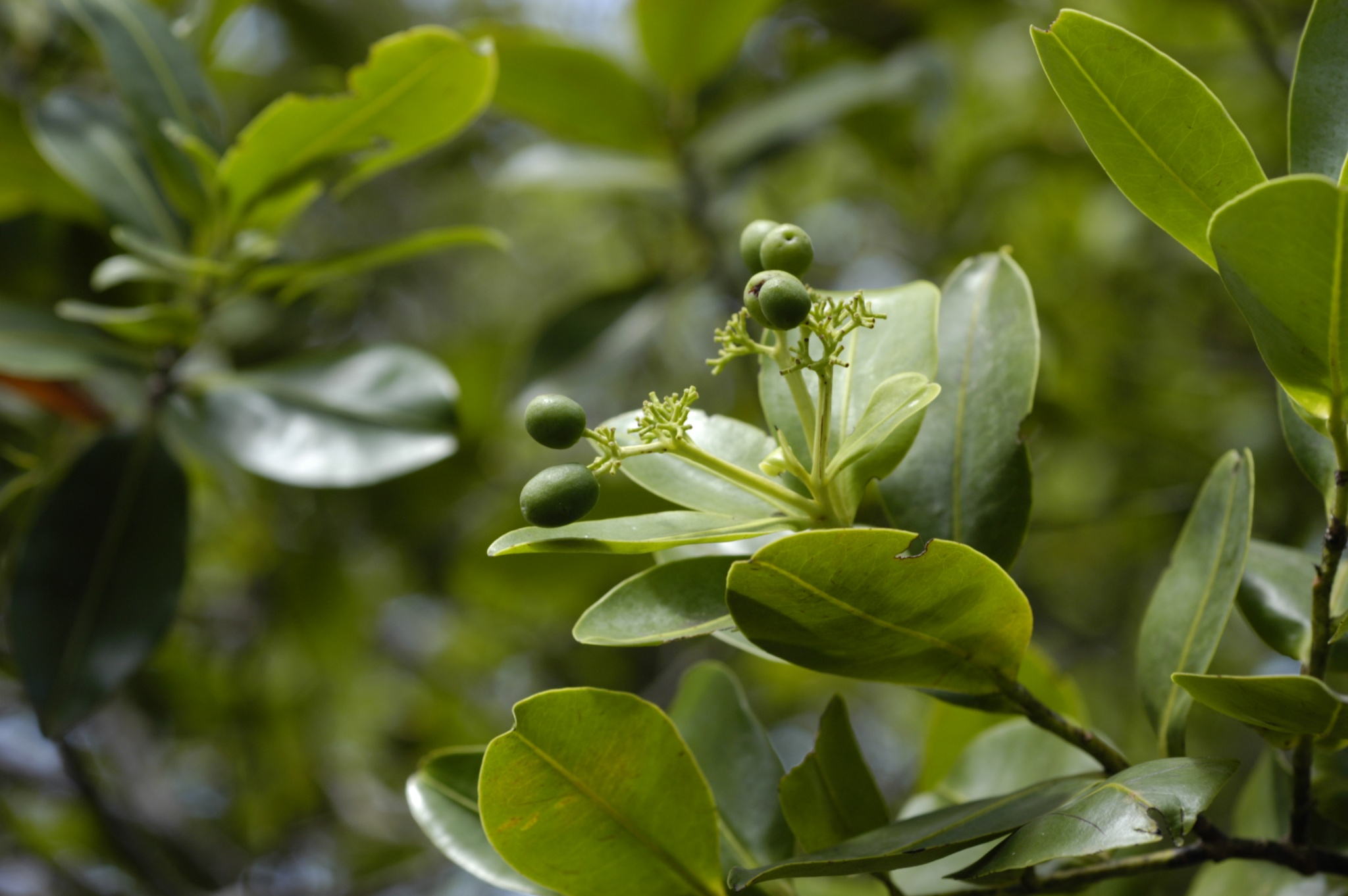
H. balsimifera vruchten
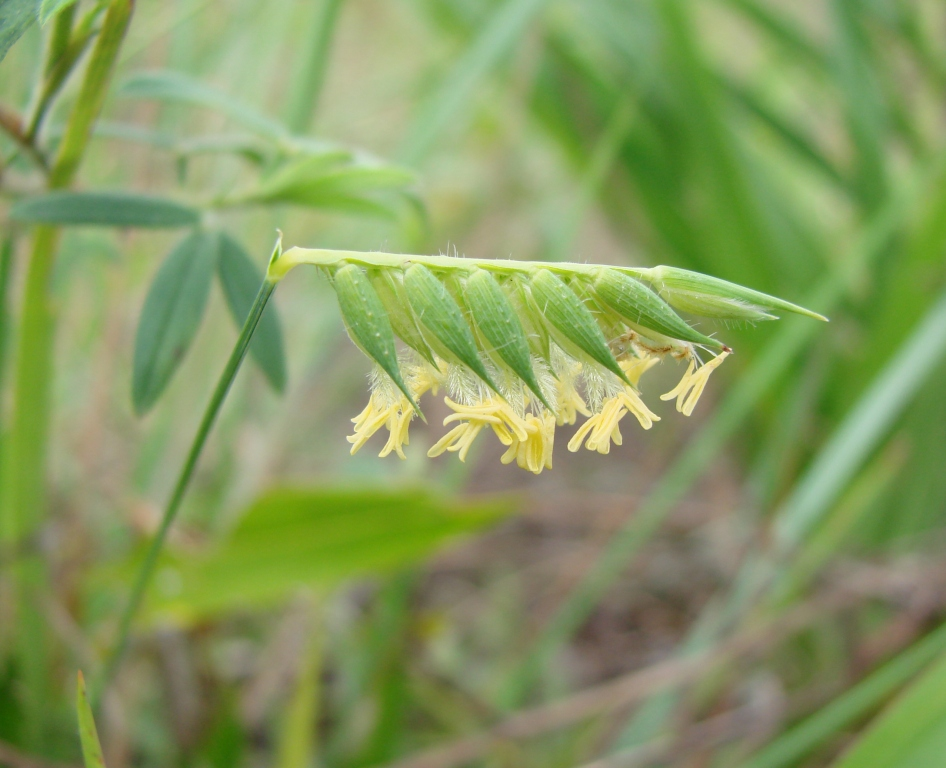
Echinolaena inflexa
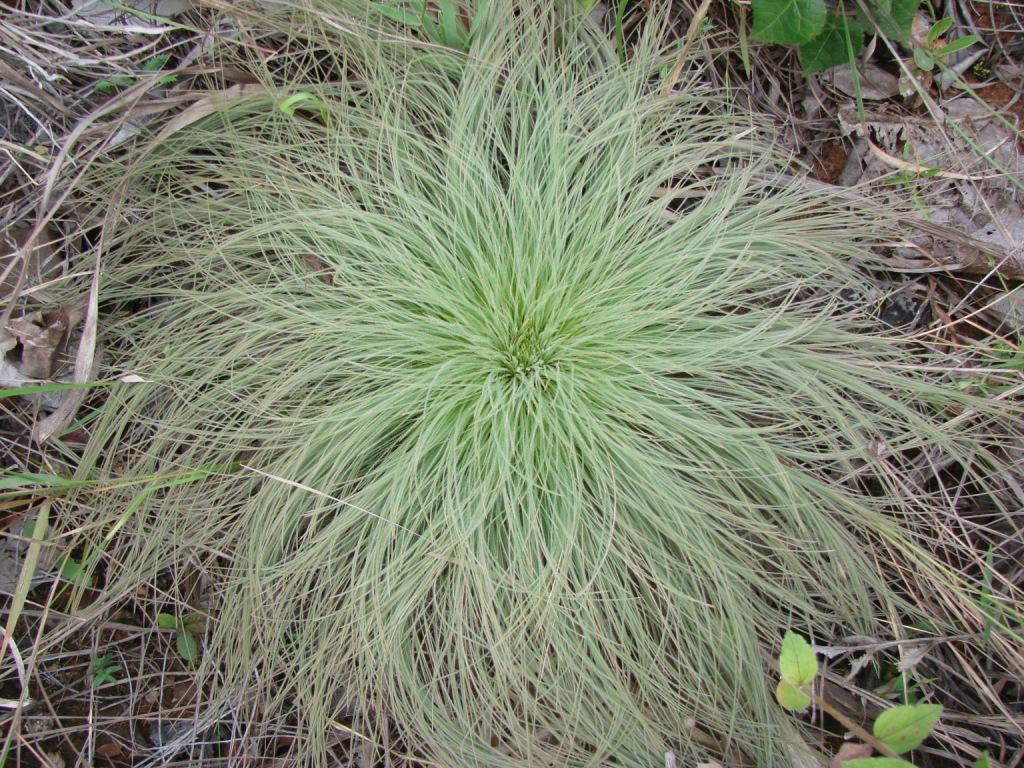
Bulbostylis paradoxa
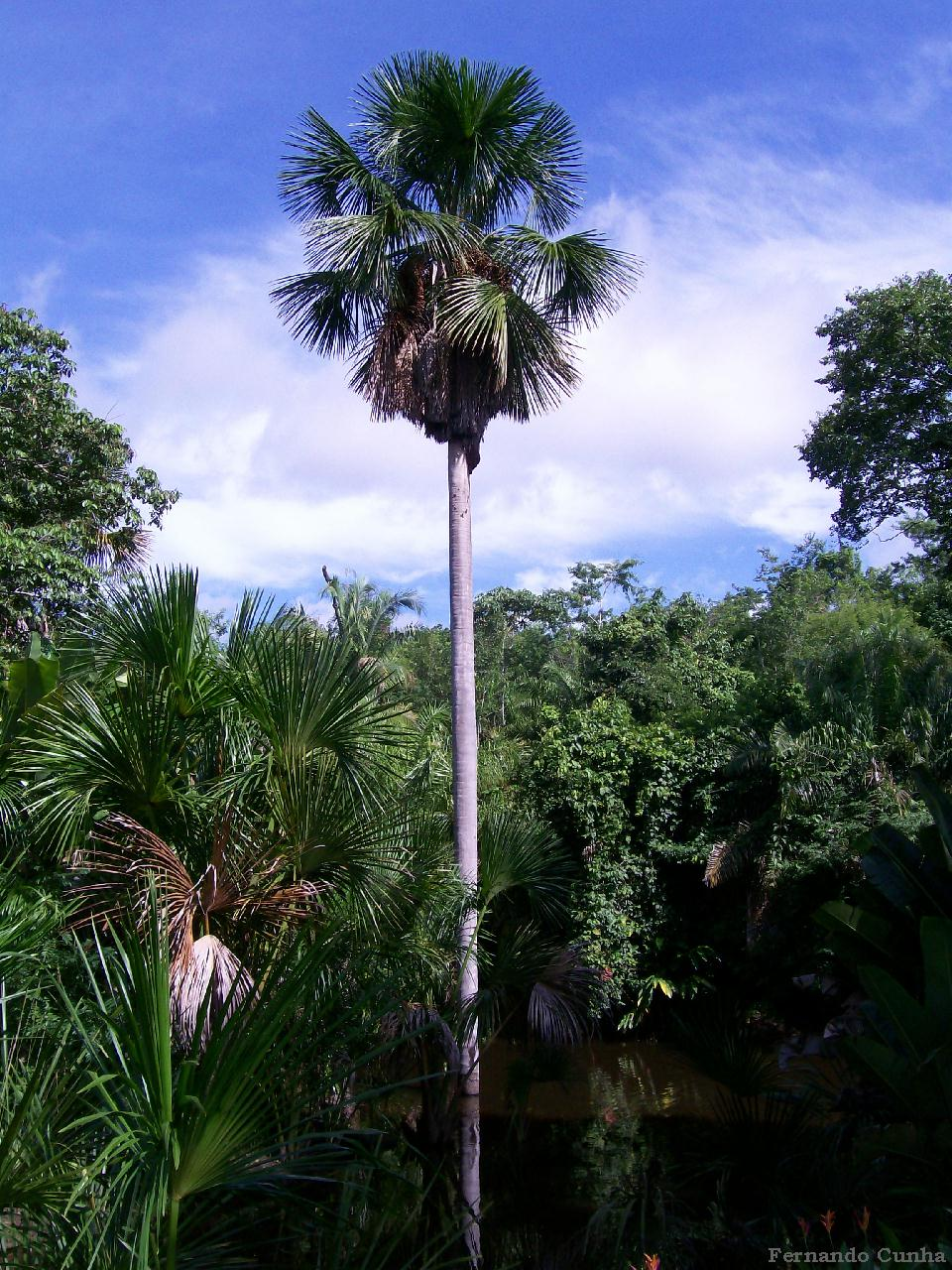
Mauritia flexuosa
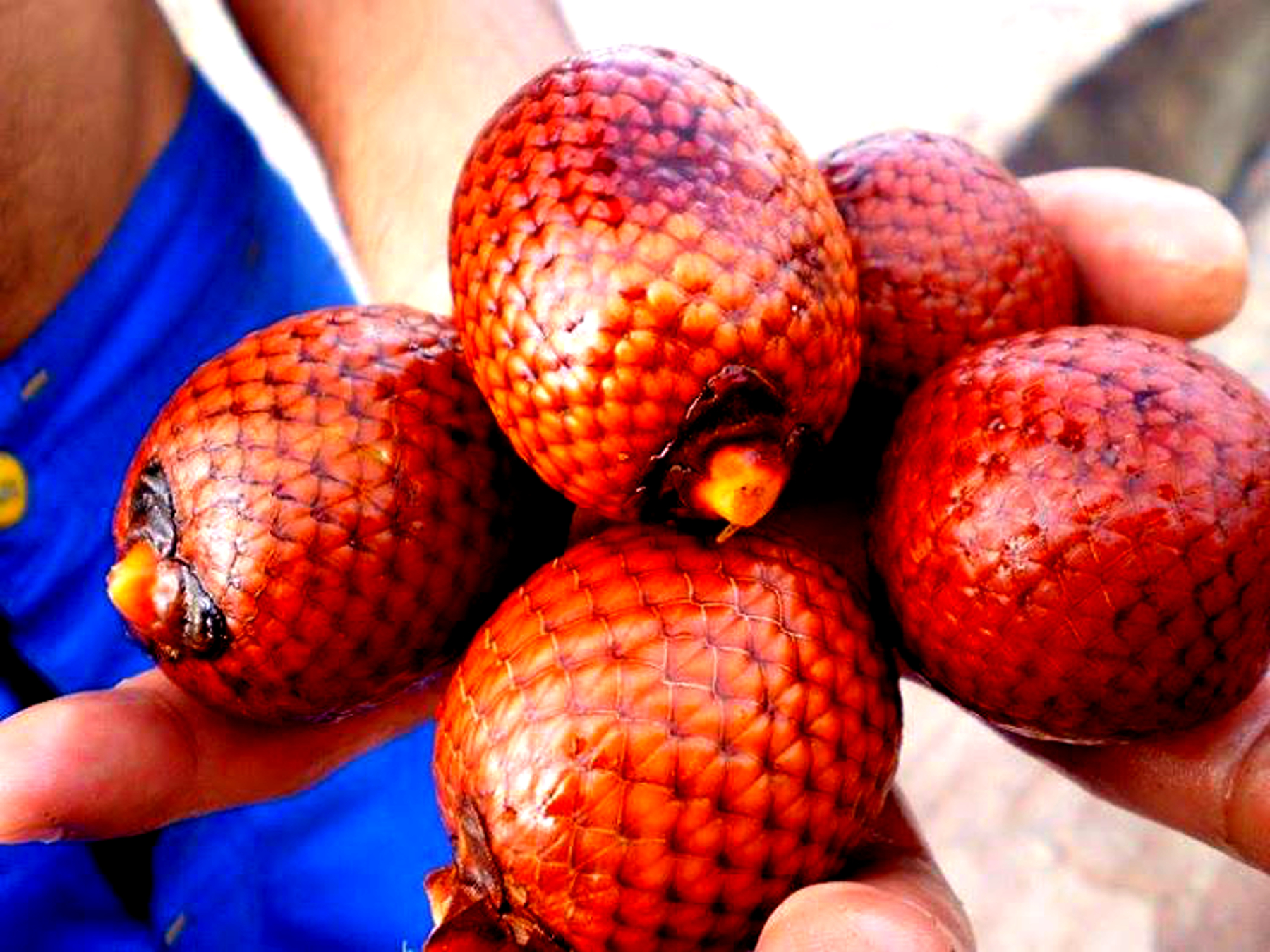
Mauritia flexuosa vrucht

| Ecoregio                     | Ecoregio                    | Ecoregio | Ecoregio | Ecoregio      | Ecoregio | Ecoregio | Ecoregio | Ecoregio | Ecoregio | Ecoregio                    | Ecoregio             | Ecoregio             | Ecoregio                    | Ecoregio             |
| Bioom→                       | 01                          | 02       | 03       | 04            | 05       | 06       | 07       | 08       | 09       | 10                          | 11                   | 12                   | 13                          | 14                   |
| ↓Ecozone                     | 01                          | 02       | 03       | 04            | 05       | 06       | 07       | 08       | 09       | 10                          | 11                   | 12                   | 13                          | 14                   |
| ---------------------------- | --------------------------- | -------- | -------- | ------------- | -------- | -------- | -------- | -------- | -------- | --------------------------- | -------------------- | -------------------- | --------------------------- | -------------------- |
| Palearctisch gebied (PA)     |                             |          |          | PA0401 PA0402 | PA0501   | PA0601   |          | PA0814   |          |                             | PA1101 PA1110        |                      | PA1308                      |                      |
| Nearctisch gebied (NA)       |                             |          |          |               |          |          |          |          |          |                             | NA1112 NA1113        |                      |                             |                      |
| Afrotropisch gebied (AT)     | AT0117 AT0118               | AT0202   |          |               |          |          | AT0717   |          | AT0905   | AT1003 AT1004 AT1011 AT1012 | —                    | AT1201 AT1202 AT1203 | AT1311 AT1312 AT1321 AT1322 | AT1402 AT1404 AT1405 |
| Neotropisch gebied (NT)      | NT0125 NT0149 NT0169        |          |          | NT0404        |          |          | NT0707   |          |          |                             | —                    |                      | NT1302                      | NT1411               |
| Oriëntaals gebied (IM)       |                             |          |          |               | IM0502   |          |          |          |          |                             |                      |                      |                             |                      |
| Australaziatisch gebied (AA) | AA0101 AA0111 AA0112 AA0113 |          |          |               |          |          | AA0708   |          |          |                             | AA1101               |                      |                             |                      |
| Oceanisch gebied (OC)        |                             | OC0201   |          |               |          |          |          |          |          |                             | —                    |                      |                             |                      |
| Antarctisch gebied (AN)      | —                           | —        | —        | —             | —        | —        | —        | —        | —        | —                           | AN1101 AN1103 AN1104 | —                    | —                           | —                    |